# Boy George
George Alan O'Dowd (Londres, 14 de junio de 1961), más conocido como Boy George, es un cantante, músico, diseñador de moda y DJ inglés. Alcanzó un alto nivel de fama con su agrupación musical Culture Club en los años 1980.

## Biografía

### Inicios
Boy George trabajó en Blitz Club en Great Queen Street, que contaba con Steve Strange como portero y con Boy George como dependiente del guardarropa y donde realizó con Culture Club su primera actuación.
George llamó la atención de Malcolm McLaren, un productor que se las arregló para que apareciera como Lieutenant Lush en un concierto de teatro con Annabella Lwin. Aunque el espectáculo de George y Lwin no duró mucho, le presentó a George al DJ anterior Mikey Craig, con quien creó un dúo llamado In praise of Lemmings, con Craig tocando el bajo. Poco después, Jon Moss (batería de The Dammed, Adam and the Ants y Londres, que también fue pareja de Boy George) y Roy Hay formaron Sex Gang Children y finalmente Culture Club.
Se caracterizaba principalmente por su aspecto andrógino, con labios y ojos intensamente maquillados y el cabello largo o en trenzas, de hecho, en su debut en el programa Top Of The Pops de la BBC en 1982, la audiencia se preguntaba si era un chico o una chica.

### Carrera
Su primer éxito, editado en 1982, fue Do you really want to hurt me?, que se convirtió en un éxito mundial, llegando al número uno en varios países. A este le siguieron I'll Tumble 4 Ya, Time (Clock Of The Heart) y el primer álbum Kissing To Be Clever. Los éxitos se siguieron sucediendo con el segundo álbum Colour By Numbers, el disco con mayor éxito en la historia de la banda, que consiguió que canciones como Karma Chameleon y Miss Me Blind se convirtieran en clásicos de los años 80. Con el tercer álbum Waking Up With The House On Fire y tras el sencillo The War Song, comenzaría el declive del grupo, que editaría un cuarto álbum From luxury to heartache, en 1986.
Envuelto en un escándalo por consumo de cocaína y heroína, Culture Club se disolvió y George comenzó su carrera como solista, con su primer álbum Sold, editado en 1987, que incluía su versión de Everything I Own, un tema del grupo Bread, hecha en ritmo reggae por George.
Convertido en un icono de los años 80, se ha dedicado después a escribir libros (una autobiografía en dos partes y un libro de cocina macrobiótica), a viajar por el mundo como DJ, a fundar un sello discográfico More Protein, a la fotografía, a escribir un musical que llegó a Broadway (Taboo) y a diseñar ropa bajo la marca B-Rude. Se le considera el rey del New Romantic y en la década de los 80 se le consideró príncipe del Pop.
En televisión, participó en el episodio 16 Cowboy George de la cuarta temporada de El equipo A con la canción "Karma Chameleon" como final del episodio. Asimismo, tuvo un cameo en la película española I love you baby (2001), protagonizada por Jorge Sanz.
Boy George enfocó su energía en su último disco, su primer estudio de larga duración en 18 años. El álbum de nombre "This Is What I Do", cuenta con colaboraciones con el legendario productor de la Juventud (Siouxsie And The Banshees, Primal Scream, The Orb, U2, Depeche Mode), así como una serie de músicos invitados estelares incluyendo DJ Yoda, Kitty Durham (Kitty Daisy & Lewis), Ally McErlaine (Texas / Red Sky julio), MC Spee (Dreadzone), The Servian Proyect y Nizar Al Issa, muchos de los cuales actuarán como banda de George en sus fechas en vivo.
Formó parte de los asesores del concurso cazatalentos La Voz en su versión británica durante 2016.
A su vez formó parte de los asesores del concurso cazatalentos La Voz Australia durante 2017-2020, ganando la edición de 2019 con la cantante Diana Rouvas.
Hasta la fecha Boy George ha vendido algo más de 150 millones de discos, lo que lo convierte en uno de los cantantes con más discos vendidos de la historia.

## Libros
- Straight!
- Take it like a man (autobiografía)
- Cook book
- Cry Salty Tears (escrito por Dinah O'dowd, incluyendo texto por parte de Boy George)

## Discografía

### Álbumes
Con Culture Club
- 1982 - Kissing to Be Clever
- 1983 - Colour by Numbers
- 1984 - Waking Up with the House on Fire
- 1986 - From Luxury to Heartache
- 1999 - Don't Mind If I Do
- 2018 - Life

Como Solista
- 1987 - Sold
- 1988 - Tense Nervous Headache
- 1989 - Boyfriend
- 1989 - High Hat (album recopilation "tense nervous headache & boyfriend")
- 1990 - The devil in sister george
- 1991 - The Martyr Mantras
- 1995 - Cheapness and Beauty
- 1995 - Funtime (Singles)
- 1995 - Samething in reverse (Singles)
- 1998 - The Unrecoupable One Man Bandit
- 2002 - U Can Never B2 Straight
- 2006 - The Twin - Yum Yum'
- 2010 - Amazing grace (Singles)
- 2010 - Ordinary Alien
- 2011 - Pentonville blues (Singles)
- 2013 - This Is What I Do

Como Dee Jay
- 1998 - Lucky For Some (Mixed By Boy George)
- 1999 - Galaxy Mix
- 2001 - Boygeorgedj.com
- 2001 - The essential Mix
- 2002 - A night in with Boy George a Chillout Mix
- 2003 - In and Out: Mixed By Boy George
- 2015 - Just Another Guy by Boy George & Vanilla Ace Feat Katerina Themis

Con Taboo musical
- 2002 - original london cast
- 2004 - original brodway cast recording

### Sencillos como solista (colaboraciones)
| Año  | Canción | Álbum                  |
| ---- | --- | ---------------------- |
| 1987 | Everything I Own | Sold                   |
| 1987 | Keep Me In Mind | Sold                   |
| 1987 | Sold | Sold                   |
| 1987 | To Be Reborn | Sold                   |
| 1988 | Live My Life | Hiding Out OST         |
| 1988 | No Clause 28 | Boyfriend              |
| 1988 | Don’t Cry | Tense Nervous Headache |
| 1988 | Something Strange Called Love | Tense Nervous Headache |
| 1989 | Don't Take My Mind on a Trip | Boyfriend              |
| 1989 | You Found Another Guy | Boyfriend              |
| 1989 | Whether They Like It or Not | Boyfriend              |
| 1989 | Whisper | High Hat               |
| 1990 | One on One | The Martyr Mantras     |
| 1991 | Bow Down Mister | The Martyr Mantras     |
| 1991 | Generations of Love | The Martyr Mantras     |
| 1992 | The Crying Game | BSO The Crying Game    |
| 1995 | Funtime | Cheapness and Beauty   |
| 1995 | Il Adore | Cheapness and Beauty   |
| 1995 | Same Thing in Reverse | Cheapness and Beauty   |
| 1996 | Sad"/"Satan's Butterfly Ball" (promo) | Cheapness and Beauty   |
| 1997 | Love is Leaving | Single solo            |
| 1997 | When Will You Learn | Single solo            |
| 1998 | Why go (Feat Faithless) | i just wanna be loved  |
| 2002 | Ich Bin Kunst (taboo musical) |                        |
| 2002 | Run (Feat Sash!) |                        |
| 2003 | Out of Fashion (Feat Hi-Gate) |                        |
| 2006 | Here come the girls |                        |
| 2008 | Yes We Can | Ordinary Alien         |
| 2009 | White Xmas | Single solo            |
| 2010 | Amazing Grace | Ordinary Alien         |
| 2010 | Tichy (Feat Boy George) | Ordinary Alien         |
| 2010 | Somebody to love me (Feat Mark Ronson) |                        |
| 2011 | Turn 2 Dust |                        |
| 2011 | Pentonville Blues |                        |
| 2012 | VideoGames |                        |
| 2012 | These Gods Will Fall (Feat Marc Vedo & Federico Scavo)                                                                                    |                        |
| 2012 | Coming Home (Feat Dharma Protocol) |                        |
| 2012 | Happy (Feat Dj Yoda) |                        |
| 2013 | King of Everything | This Is What I Do      |
| 2014 | My God. | This Is What I Do      |
| 2014 | Nice And Slow | This Is What I Do      |
| 2014 | I dont Love you original song showcasing the Gentleman Collection, designed by celebrity stylist David Thomas and Jason of Beverly Hills. | This Is What I Do      |
| 2015 | More than silence (Canción original de Culture Club)                                                                                      |                        |

## Vida personal

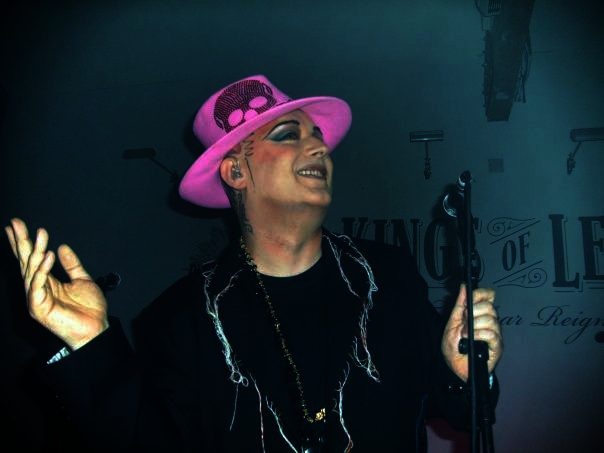
Boy George de fiesta.

George siempre fue abiertamente gay, nunca ocultando su orientación sexual a sus seguidores y mantuvo una gran amistad con el vocalista de Queen, Freddie Mercury. Sus mayores influencias fueron David Bowie y Marc Bolan, incluso los lleva tatuados, al igual que a Siouxsie Sioux.
Con respecto a su espiritualidad, Boy George pese a haber sido criado como católico, durante su vida ha tenido contactos cercanos con el budismo y el movimiento Hare Krishna. En una entrevista de 2014, George declaró profesar un sincretismo religioso, al ser "católico en sus complicaciones y budista en sus aspiraciones".